# Skuta
Skuta (2558 m), szlovén jelentése: aludttej, a Kamniki-Alpok harmadik legmagasabb csúcsa. A nehezebben megmászható csúcsok közé tartozik, általában felszerelés nélkül nem tanácsos próbálkozni. Gleccseréről is ismert, mely az Alpokban a legkeletibb.
Délről nézve piramis alakú, az északi oldal nehezen megmászható fal, ott található a gleccser is. Az északi fal 500 méter magas.

## Hozzáférhetőség
A Skuta Ljubljanához van közel. Onnét kb. fél óra alatt el lehet jutni autóval vagy busszal Jezersko-ig (észak) vagy Kamnik-ig (dél), ahol a több létező hegyi út közül választjuk az egyiket.

## Külső hivatkozások
- Skuta - Hribi.net
- Skuta - SummitPost.org
- Ljubljanai buszállomás